# What Was I Made For?
〈What Was I Made For?〉는 가수 빌리 아일리시의 노래이다. 2023년 영화 《바비》 사운드트랙의 다섯 번째 싱글이다. 영국 싱글 차트 1위를 했으며, 영국 축음기 협회(BPI) 인증 골드 등급을 받은 곡이다. 제66회(2024년) 그래미 어워드 올해의 노래상 수상곡이며, 제96회(2024년) 아카데미상 주제가상 수상곡이다.